# Uckerland
Uckerland is een gemeente in de Duitse deelstaat Brandenburg, en maakt deel uit van de Landkreis Uckermark.
Uckerland telt 2.578 inwoners.

## Demografie
- Ontwikkeling van de bevolking sinds 1875 binnen de huidige grenzen (blauwe lijn: Bevolking; stippellijn: Vergelijking van de ontwikkeling van de bevolking van de deelstaat Brandenburg, Grijze achtergrond: tijdens de nazi-regering, Rode achtergrond: tijdens de communistische regering)
- Recente ontwikkeling van de bevolking (blauwe lijn) en prognoses (stippelijn)

| Jaar | Inwoners |
| ---- | -------- |
| 1875 | 4 870    |
| 1890 | 4 845    |
| 1910 | 4 775    |
| 1925 | 5 624    |
| 1939 | 4 871    |
| 1950 | 8 085    |
| 1964 | 6 428    |

| Jaar | Inwoners |
| ---- | -------- |
| 1971 | 6 088    |
| 1981 | 4 703    |
| 1985 | 4 439    |
| 1990 | 4 293    |
| 1995 | 3 876    |
| 2000 | 3 746    |
| 2005 | 3 384    |

| Jaar | Inwoners |
| ---- | -------- |
| 2010 | 3 014    |
| 2015 | 2 740    |
| 2016 | 2 693    |
| 2017 | 2 664    |
| 2018 | 2 638    |
| 2019 | 2 579    |
| 2020 | 2 578    |

Gegevensbronnen worden beschreven in de Wikimedia Commons..